# Pötréte, Zala
Pötréte  este un sat în districtul Nagykanizsa, județul Zala, Ungaria, având o populație de 263 de locuitori (2011). 

## Demografie
Componența etnică a satului Pötréte
     Maghiari (100%)
Componența confesională a satului Pötréte
     Romano-catolici (87,83%)
     Reformați (2,28%)
     Fără religie (2,28%)
     Necunoscută (7,6%)
Conform recensământului din 2011, satul Pötréte avea 263 de locuitori. Din punct de vedere etnic, majoritatea locuitorilor (100,0%) erau maghiari.  Din punct de vedere confesional, majoritatea locuitorilor (87,83%) erau romano-catolici, existând și minorități de persoane fără religie (2,28%) și reformați (2,28%). Pentru 7,6% din locuitori nu este cunoscută apartenența confesională.